# 旧幕府
『旧幕府』（きゅうばくふ）は、明治時代に旧江戸幕府関係者により刊行された月刊誌。

## 概要
1897年4月、旧旗本出身のジャーナリストである戸川安宅によって創刊された。戸川は明治維新後、勝者である薩長側の一方的な史観によって維新史が書かれていること、江戸幕府の滅亡から30年を経てかつて幕府に仕えていた人々も老齢になり、その人達の証言・記録を残す必要があると考えたことから雑誌発刊を思いつき、木村芥舟・勝海舟・榎本武揚・大鳥圭介・栗本鋤雲・向山黄村などの旧幕臣の賛同・援助を受けて創刊した。
主に江戸幕府の事績・歴史研究、幕末期に関する史料・写真の掲載、旧幕臣の懐古談や伝記・史論・書画などを掲載した。
1901年8月の第5巻第7号（通算48号）で廃刊となった。続いて戸川は1902年3月に後継雑誌として『武士時代』を刊行するが、第9号で廃刊を余儀なくされている。
1971年に復刻版が臨川書店より、全5巻4冊（第4・5巻は1冊に合本）で刊行されている。